# Smittia bicolorata
Smittia bicolorata är en tvåvingeart som först beskrevs av Maurice Emile Marie Goetghebuer 1937.  Smittia bicolorata ingår i släktet Smittia och familjen fjädermyggor.
Artens utbredningsområde är Frankrike. Inga underarter finns listade i Catalogue of Life.